# Johann Philipp Hagen

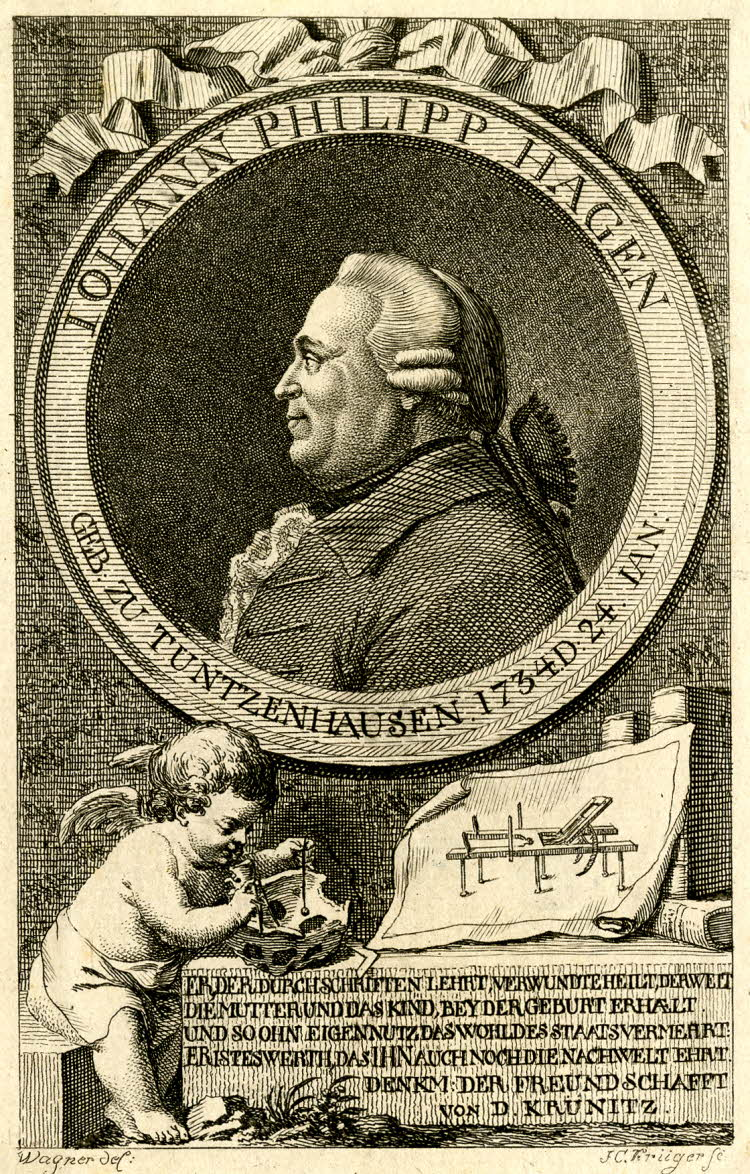
Johann Philipp Hagen, Kupferstich nach einem Porträt von Friedrich Erhard Wagner

Johann Philipp Hagen (* 24. Januar 1734 in Tunzenhausen; † 12. Dezember 1792 in Berlin) war ein deutscher Chirurg, Geburtshelfer und Hochschullehrer.

## Leben
Aus ärmlichen Verhältnissen stammend wurde Hagen 1748 bei einem Chirurgen in Frankfurt an der Oder aufgenommen. Er erlernte dort das Barbierhandwerk, ging nach Berlin, wo er als solcher Arbeit fand und in der Freizeit Vorlesungen in Medizin hörte. Im Siebenjährigen Krieg war er als Lazarettchirurg tätig. Zurückgekehrt hörte er Vorlesungen bei Johann Friedrich Meckel und bei Simon Pallas und legte 1765 das Examen für Chirurgie ab.
Noch im selben Jahr wurde er zum Leibchirurgen des Erbprinzen Peter von Kurland und übersiedelte nach Mitau. Er wurde allerdings bereits 1769 nach einem Streit mit einem Kollegen entlassen, blieb zunächst bis 1772 in der Stadt und widmete sich unter anderem der Geburtshilfe.
1772 ging Hagen zurück nach Berlin und kaufte eine Barbierstube, 1774 wurde er dann durch die Stadtverwaltung zum Chirurgus forensis ernannt, wodurch er im Zuge seiner Aufgaben in Bordellen die weiblichen Geschlechtsorgane untersuchen und studieren konnte. Außerdem weitete er seine Praxis im Bereich der Geburtshilfe aus. 1777 wurde er zum Assessor Chirurgiae am Collegium medico-chirurgicum berufen, dann 1779 zum Hebammenlehrer im Range eines Hofrats und Professors übertragen. Neben dem Unterricht in Geburtshilfe hielt er auch Vorlesungen für Wundärzte.
Der eifrige Autodidakt und Lehrer stand an der Charité im Konflikt mit diversen Kollegen und starb 1792 im Beruf stehend.

## Schriften (Auswahl)
- Versuch eines neuen Lehrgebäudes der praktischen Geburtshülfe. Band 1, Die Hebammenkunst oder gemeine Geburtshülfe. Nicolai, Stettin und Berlin 1781.
- Versuch eines neuen Lehrgebäudes der praktischen Geburtshülfe. Band 2, Die höhere Entbindungskunst; die wissenschaftliche, oder eigentliche Geburtshülfe. Nicolai, Stettin und Berlin 1782.
- Versuch eines allgemeinen Hebammen-Catechismus, oder: Anweisung für Hebammen, Unterricht für Schwangere, Gebährende und Wöchnerinnen. Berlin 1786 (Digitalisat)
- Erläuterungen seines neuen Lehrgebäudes der praktischen Geburtshülfe. Berlin 1790.